# Keprťák
Keprťák je vodní plocha o rozloze 1,05 ha vzniklá po těžbě štěrkopísku ukončené v polovině 20. století. Nachází se asi 0,5 km severovýchodně od centra obce Plotiště nad Labem a je využívána jako mimopstruhový rybářský revír.

## Galerie

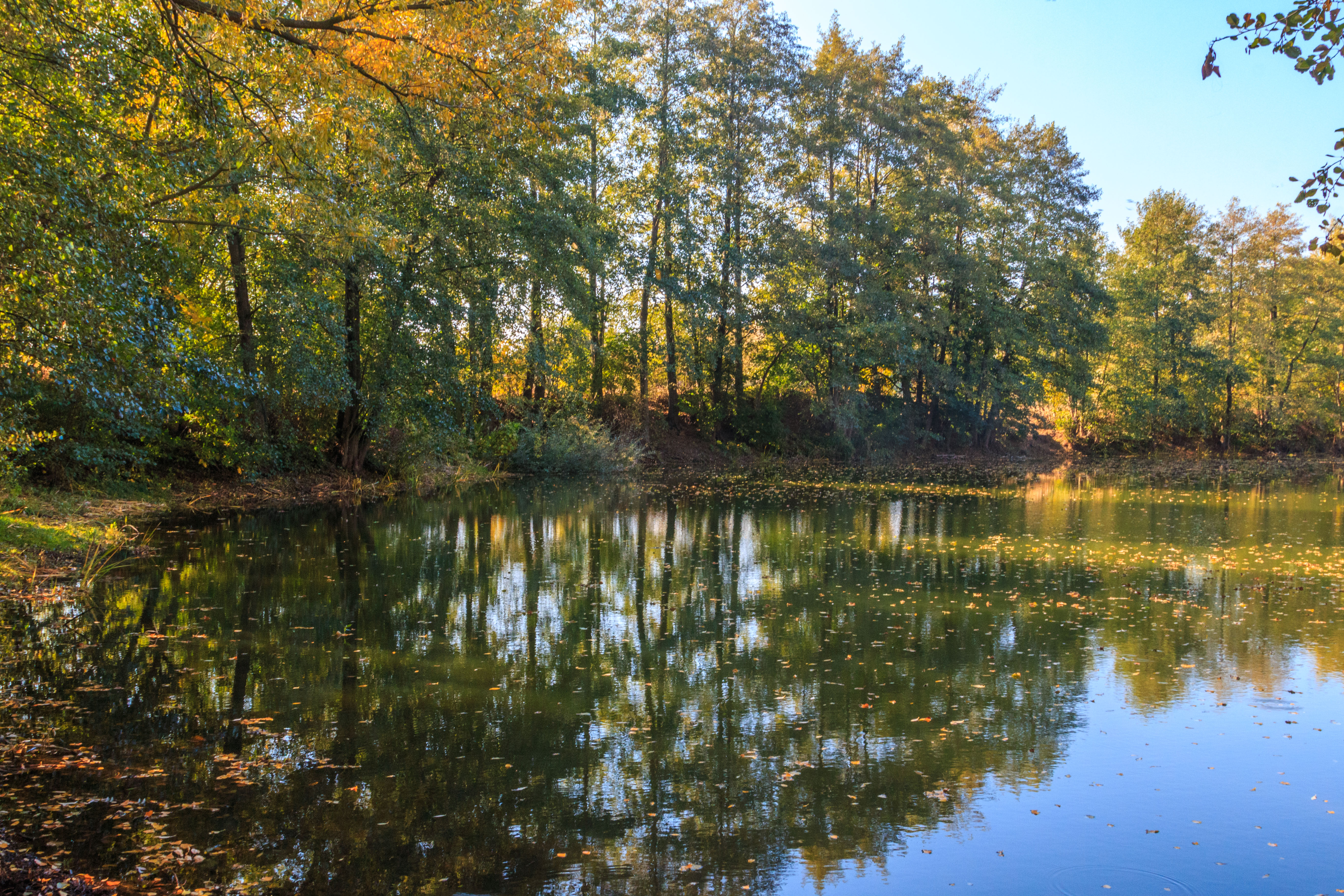
pohled na písník Keprťák
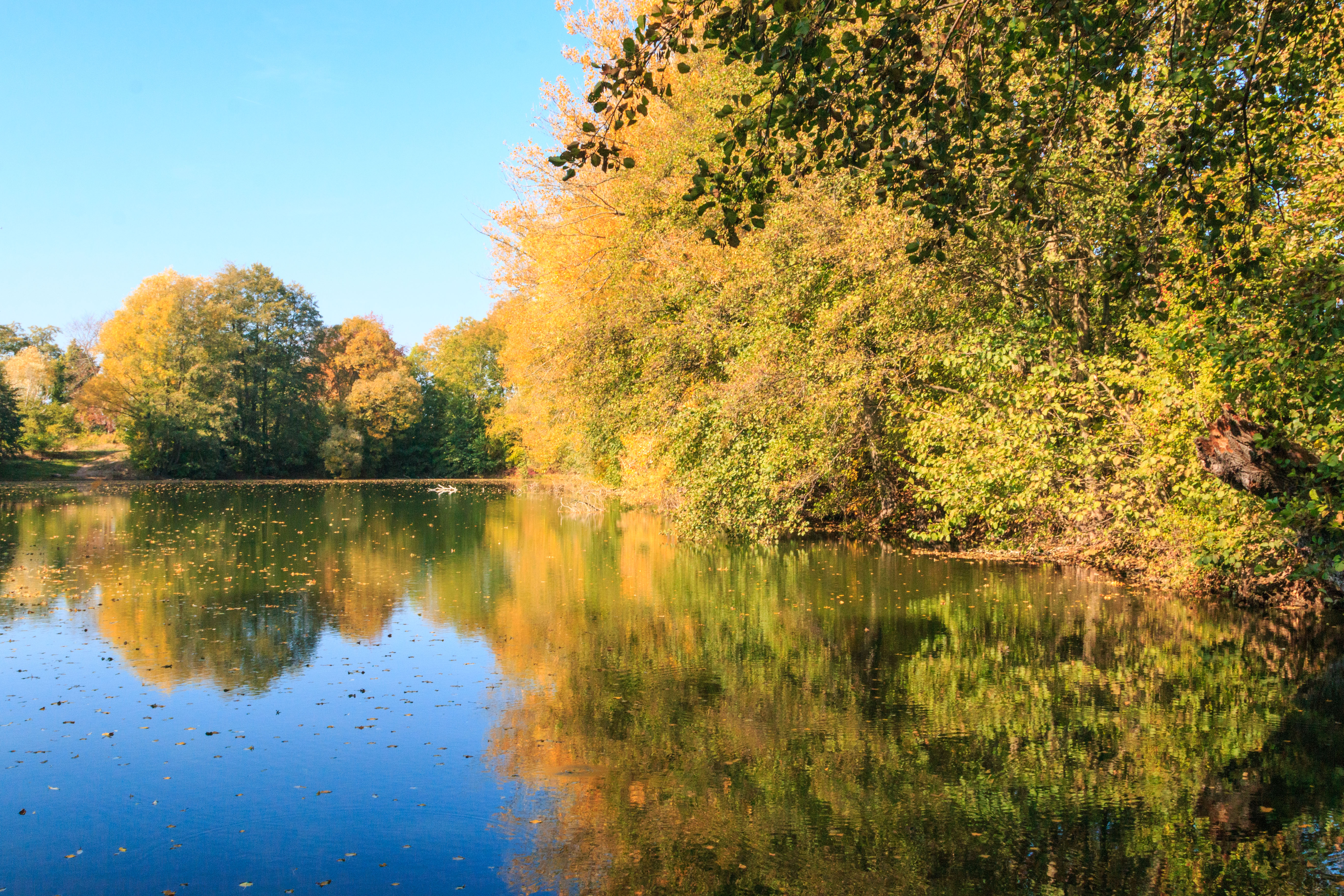
pohled na písník Keprťák
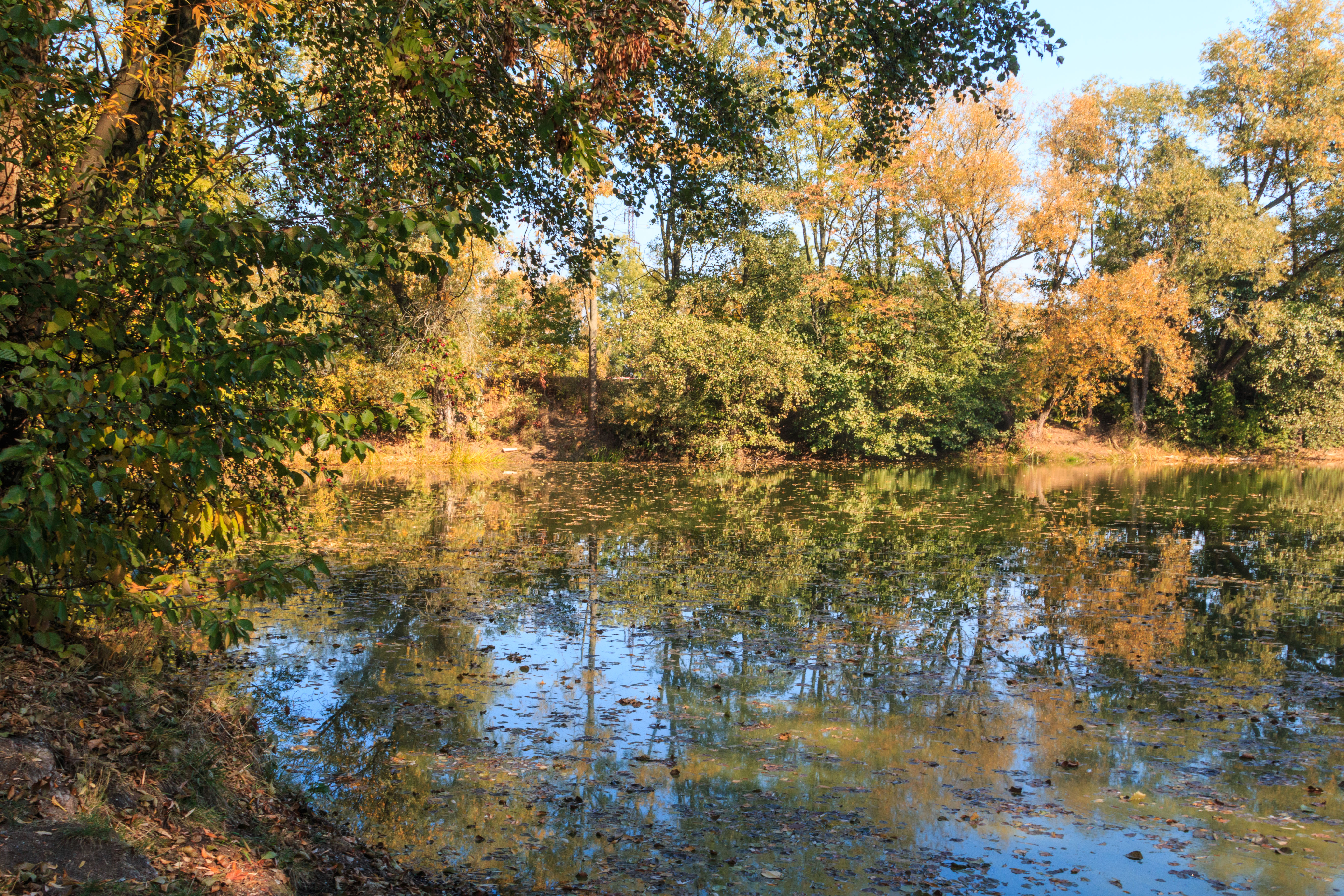
pohled na písník Keprťák
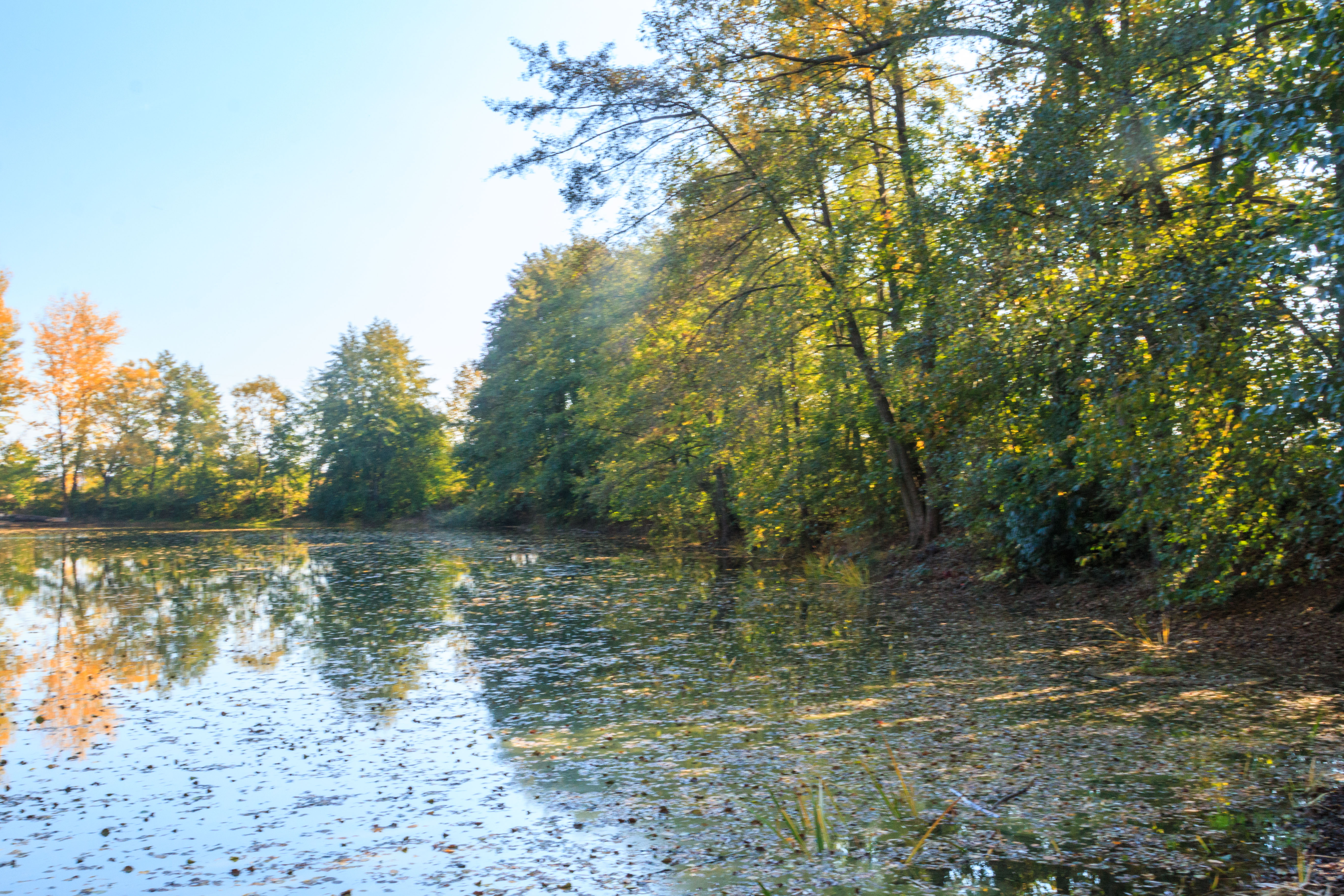
pohled na písník Keprťák